# Pseudojanira meganesus
Pseudojanira meganesus là một loài chân đều trong họ Pseudojaniridae. Loài này được Kensley & Schotte miêu tả khoa học năm 2002.